# あつた蔓
あつた蔓（あつたづる）は、兵庫県美方郡香美町の小代区および村岡区で飼養されている但馬牛の血統。前田周助の創出した「周助蔓」を祖先に改良された。田尻号を正基礎牛（指定種雄牛）としている。「あつた蔓」の名称は、現在の香美町小代区の最奥にある集落・熱田を起源としている。なお、あつた蔓の牛群を「中土井系」と呼ぶ。

## 歴史
- 1845年（弘化2年）、前田周助が、現在の香美町小代区で「周助蔓」を造成。
- 1909年（明治42年）2月10日、小代村（現在の香美町小代区）の田野吉三郎が飼っていた、周助蔓の血を引く「第二あつ」号が、「ぬい」号を出産。後にこの「ぬい」号を、小代村新屋字熱田の田野徳三郎が購入して優良な雄牛を生産し「熱田蔓」を造成。
- 1928年（昭和3年）、あつた蔓の雌系の祖である「幸福3」号が誕生。
- 1939年（昭和14年）、小代村貫田で田尻号が誕生。
- 1943年（昭和18年）、小代村に「あつた蔓牛組合」が設立される。周助蔓・熱田蔓およびその分かれ蔓の子孫から、産子成績の特に優れた雌牛7頭を選抜して基礎牛とし、これに種雄牛「田尻号」を交配して、新蔓牛としての造成が試みられた。しかし、第二次世界大戦の影響で本格的な活動に至らなかった。
- 1949年（昭和24年）、小代村に「あつた蔓牛組合」が結成され、新蔓牛「あつた蔓」の造成が本格化。
- 1952年（昭和27年）、「あつた蔓牛組合」が、広島県の「あづま蔓牛組合」とともに国内初の公認蔓牛組合となる。
- 1964年（昭和39年）6月、「あつた蔓牛組合」と「ふき蔓牛組合」の統合による、「美方郡和牛育種組合」設立。